# Wereldkampioenschappen turnen 1911
De 5de Wereldkampioenschappen turnen werden in 1909 in Turijn,  Italië gehouden.

## Resultaten

### Mannen

#### All Round individueel
| Rang | Atleet            | Totaal  |
| ---- | ----------------- | ------- |
| 1.   | Ferdinand Steiner | 168.250 |
| 2.   | Josef Čada        | 167.620 |
| 3.   | Karel Stary       | 167.000 |
| 3.   | Svatopluk Svoboda | 167.000 |

### All Round team
| Rang | Team | Totaal  |
| ---- | --- | ------- |
| 1.   | Tsjecho-Slowakije Josef Čada, Frantisek Erben, Karel Pitl, Ferdinand Steiner, Karel Stary, Svatopluk Svoboda | 974.690 |
| 2.   | Frankrijk Antoine Costa, Marco Torrès, Jules Labéeu, M. Maucerier, Jules Lecoutre, Dominque Follacci         | 934.410 |
| 3.   | Italië Osvaldo Palazzi, Giogrio Zampori, Paolo Salvi, Pietro Bianchi, Guido Romano, Francesco Loi            | 899.860 |

### Paard met bogen
| Rang | Atleet          | Totaal |
| ---- | --------------- | ------ |
| 1.   | Osvaldo Palazzi | 24.000 |
| 2.   | Giorgio Zampori | 23.000 |
| 2.   | Paolo Salvi     | 23.000 |

### Brug met gelijke leggers
| Rang | Atleet            | Totaal |
| ---- | ----------------- | ------ |
| 1.   | Giorgio Zampori   | 24.000 |
| 2.   | Dominique Follaci | 23.750 |
| 3.   | Jules Labéeu      | 23.500 |
| 3.   | Antoine Lecoutre  | 23.500 |
| 3.   | Jules Lecoutre    | 23.500 |
| 3.   | Paolo Salvi       | 23.500 |
| 3.   | Ferdinand Steiner | 23.500 |
| 3.   | Stane Vidmar      | 23.500 |

### Rekstok
| Rang | Atleet            | Totaal |
| ---- | ----------------- | ------ |
| 1.   | Josef Čada        | 24.000 |
| 2.   | Marco Torrès      | 23.750 |
| 3.   | Giorgio Romano    | 23.250 |
| 3.   | Svatopluk Svoboda | 23.250 |

### Ringen
| Rang | Atleet             | Totaal |
| ---- | ------------------ | ------ |
| 1.   | Ferdinand Steiner  | 24.000 |
| 2.   | Antione Costa      | 23.570 |
| 2.   | Dominique Follacci | 23.570 |
| 2.   | Pietro Bianchi     | 23.570 |

## Medailletabel
| Plaats | Land              | Goud | Zilver | Brons | Totaal |
| 1      | Tsjecho-Slowakije | 4    | 1      | 4     | 9      |
| 2      | Italië            | 2    | 3      | 3     | 8      |
| 3      | Frankrijk         | 0    | 5      | 3     | 8      |
| 4      | Joegoslavië       | 0    | 0      | 1     | 1      |
| Totaal | Totaal            | 6    | 9      | 11    | 26     |

1903 ·
1905 ·
1907 ·
1909 ·
1911 ·
1913 ·
1922 ·
1926 ·
1930 ·
1934 ·
1938 ·
1950 ·
1954 ·
1958 ·
1962 ·
1966 ·
1970 ·
1974 ·
1978 ·
1979 ·
1981 ·
1983 ·
1985 ·
1987 ·
1989 ·
1991 ·
1992 ·
1993 ·
1994 (individueel) ·
1994 (team) ·
1995 ·
1996 ·
1997 ·
1999 ·
2001 ·
2002 ·
2003 ·
2005 ·
2006 ·
2007 ·
2009 ·
2010 ·
2011 ·
2013 ·
2014 ·
2015 ·
2017 ·
2018 ·
2019 ·
2021 ·
2022 ·
2023